# Тересін (Сохачевський повіт)
Тересін (пол. Teresin) — село в Польщі, у гміні Тересін Сохачевського повіту Мазовецького воєводства.
Населення — 3194 особи (2011).
У 1975-1998 роках село належало до Скерневицького воєводства.

## Демографія
Демографічна структура станом на 31 березня 2011 року:
|          | Загалом | Допрацездатний вік | Працездатний вік | Постпрацездатний вік |
| -------- | ------- | ------------------ | ---------------- | -------------------- |
| Чоловіки | 1533    | 329                | 1043             | 161                  |
| Жінки    | 1661    | 291                | 976              | 394                  |
| Разом    | 3194    | 620                | 2019             | 555                  |